# 福清西站
福清西站是福厦高铁的一座高架车站，位于中华人民共和国福建省福州市福清市，规模为2台4线，于2023年9月28日开通运营。

## 车站结构
福清西站为高架二层侧式车站。

### 车站楼层
| 地上二层 | 侧式站台 | 侧式站台                            | 侧式站台 | 侧式站台 |
|          | 上行站台 | 福厦高铁 漳州方向（下站：莆田）     |          |          |
|          |          | 福厦高铁 漳州方向越行线             |          |          |
|          |          | 福厦高铁 福州南方向越行线           |          |          |
|          | 下行站台 | 福厦高铁 福州南方向（下站：福州南） |          |          |
|          | 侧式站台 |                                     |          |          |
| 地面     | 站厅     | 售票处、候车区、进站口、出站口      |          |          |

## 车站特色
福清西站采用“三福之地、展翼腾飞”的设计理念，融入了山水入梦的特色，体现福山竹梦、清水玉融的建筑特点。

## 接驳公交
福清西站站外配套了6条公交线路。